# Autoput A2
Der Autoput A2 ist eine im Bau befindliche bzw. geplante Autobahn in Serbien. Sie wird von der Hauptstadt Belgrad über Lajkovac, Čačak und Požega bis nach Boljare an der serbisch-montenegrinische Grenze verlaufen. Sie wird ein Teil der Europastraßen 761 und 763 sein.
Seit der Neunummerierung des serbischen Straßennetzes im Jahr 2013 trägt die Autobahn die Bezeichnung Autoput A2.

## Baufortschritt
Der Autobahn wurde in folgende Unterabschnitte unterteilt:
- Surčin (Belgrad) – Obrenovac (~17,58 km)                                                                                                                                                     *: Baubeginn war Anfang März 2017. Als Zeitraum für die Bauarbeiten wurden 32 Monate festgelegt. Es wird damit gerechnet, dass die Fertigstellung des Abschnittes Mitte bis Ende 2019 erfolgt. Das Unternehmen CCCC (China Communication Construction Company) wird die Arbeiten durchführen; serbische Subunternehmen sollen 49 % der vertraglich vereinbarten Bauarbeiten ausführen. Die Gesamtkosten des Projektes liegen laut serbischer Regierung bei 208 Mio. Euro. Größtes Teilprojekt ist der Bau einer 1766 Meter langen Autobahnbrücke über die Save. Die Verkehrsfreigabe erfolgte am 18. Dezember 2019. Somit ist die Autobahn A2 durchgängig von Surcin bis Preljina befahrbar.
- Obrenovac – Ub (26,23 km)
- Lajkovac – Ljig (24 km)
Für die Finanzierung und den Bau dieser beiden Abschnitte hat die serbische Regierung einen Vertrag mit der chinesischen Export-Import-Bank über einen Kredit im Wert von 301 Mio. US-Dollar (ca. 220 Mio. Euro) geschlossen. Das Darlehen wurde dem serbischen Staat zu einem Zinssatz von 2,5 % jährlich und auf eine Laufzeit von 15 Jahren gewährt. Die erste Rate wird erst in fünf Jahren fällig.[3] Die gesamten Kosten belaufen sich auf 333,7 Mio. US-Dollar (ca. 244 Mio. Euro), wobei der serbische Staat einen Anteil von 10 % übernimmt.[4] Die Bauverträge wurden im Dezember 2013 mit der chinesischen Shandong High Speed Group unterzeichnet. Der offizielle Baubeginn mit dem ersten Spatenstich erfolgte am 8. August 2014. Die Verträge umfassen zusätzlich neben dem Bau der Fahrbahnen die Errichtung von 14 Brücken sowie eines Autobahnkreuzes auf dem ersten und den Bau von 16 Brücken sowie eines Tunnels auf dem zweiten Abschnitt. Die Verkehrsfreigabe erfolgte wie bei den Abschnitten Obrenovac –  Ub, Ub-Lajkovac zum 18. August 2019
- Ub – Lajkovac (12,5 km)
Die Ausschreibung wurde 2010 durchgeführt. Diese gewann ein Konsortium bestehend aus den serbischen Bauunternehmen Putevi Užice und Planum mit Baukosten in Höhe von 7,333 Mrd. RSD (ca. 64 Mio. Euro). Die Bauarbeiten starteten Mitte 2010 und sollten nach 16 Monaten Ende November 2011 beendet werden. Aufgrund finanzieller Probleme des Konsortiums und den daraus resultierenden Bauverzögerungen wurden die Bauarbeiten zunächst bis November 2013 verlängert[5][6] und schließlich 2015 abgeschlossen. Die Eröffnung des Teilstückes erfolgt nach Beendigung der Bauarbeiten an den Teilstücken Obrenovac–Ub und Lajkovac–Ljig. Die Verkehrsfreigabe erfolgte zum 18. August 2019.
- Ljig – Preljina (40,36 km)
Der Abschnitt wurde noch in drei Teilstücke unterteilt: Ljig – Boljkovci (10,72 km), Boljkovci – Takovo (12,57 km) und Takovo – Preljina (17,07 km). Neben dem Bau der Fahrbahnen umfasst der Auftrag den Bau von fünf Tunneln (1,93 km), darunter zwei in offener Bauweise, die Errichtung von 78 Brücken, 21,5 km Wasserleitungen sowie 13,4 km  Lärmschutzwänden.
Für die Finanzierung und den Bau dieses Abschnittes hat die serbische Regierung einen Vertrag mit der Regierung Aserbaidschans über einen Kredit im Wert von 308 Mio. Euro geschlossen. Das Darlehen wurde dem serbischen Staat zu einem Zinssatz von 4,0 % jährlich und auf eine Laufzeit von 15 Jahren gewährt. Das Unternehmen AzVirt aus Aserbaidschan wurde als Hauptauftragnehmer festgelegt. Serbische Subunternehmen sollen 49 % der vertraglich vereinbarten Bauarbeiten ausführen. Der Vertrag wurde im April 2012 unterzeichnet. Die Bauarbeiten dauerten bis 2016; die Verkehrsfreigabe des Abschnittes erfolgte am 7. November dieses Jahres.
- Preljina – Požega (30,96 km)
Der Abschnitt wurde noch in drei Teilstücke unterteilt:[7]
  - Preljina – Prijevor (8,27 km)
Es führt entlang der Flüsse Čemernica und Velika Morava und umfasst den Tunnel Trbušani, drei Überführungen sowie eine Brücke über den Fluss Čemernica.
  - Prijevor – Lučani (15,51 km)
Es umfasst 20 Brücken (insgesamt 3,2 km), den Tunnel Laz, eine Anschlussstelle bei Čačak und drei Überführungen.
  - Lučani – Požega (7,18 km)
Es umfasst drei Brücken (insgesamt 862 m), einen Tunnel, eine Anschlussstelle bei Krstac und Brücke über den Fluss Bjelica.

Der Beginn der Bauarbeiten erfolgte im Mai 2019 und soll laut des Serbischen Ministeriums für Verkehr und Infrastruktur circa 2,5 Jahre andauern.

- Požega – Boljare (106,3 km)
Der Streckenverlauf dieses Abschnitts wurde aufgrund der gebirgigen Lage der Region, in der sie verlaufen soll, in mehreren Varianten untersucht. Gemäß einer Analyse des serbischen Verkehrsinstituts CIP, das auch die Planung der Strecke durchführte, wurden zwei favorisierte Varianten festgestellt:
  - Die günstigste und gleichzeitig die kürzeste Variante wäre eine Autobahn von Požega nach Boljare durch die Region des Pešter-Gebirges mit den Städten Arilje, Ivanjica und Duga Poljana in einer Länge von ca. 110 km.
  - Die andere Möglichkeit ist eine Autobahn vorbei an den größeren Städten Užice, Nova Varoš und Sjenica in einer Länge von ca. 140 km.  Mit dem Verlauf der Autobahn durch die Pešter Region würden die größeren Städte umfahren und eine Region mit 60.000 statt 300.000 Einwohnern befahren werden.

Kurz nach der Veröffentlichung dieser Analyse legten die Städte Protest ein und beklagten, dass sie so Verluste im Industrie- und Tourismusbereich erleiden würden. Auf der anderen Seite wurde auf die Vorteile der Autobahn durch diese Region verwiesen, so etwa auf die geringeren Baukosten oder den wirtschaftlichen Aufschwung der Pešter Region. Letztlich fiel die Entscheidung zugunsten der ersten Variante.
Bis zu der Verordnung über die Klassifizierung der Nationalstraßen vom Oktober 2023[8] war es vorgesehen diesen Abschnitt als Autoput A23 zu realisieren.